# Siljan
Siljan je jezero v kraji Dalarna ve středním Švédsku. Jezero leží v tektonické propadlině, která byla spolu s okolní krajinou spoluvytvořena v důsledku dopadu meteoritu před 365 milióny let. Na kraji dřívějšího kráteru leží vedle jezera Siljan ještě řada malých jezer. Jezero je spojeno na severu úzkým průlivem s jezerem Orsasjön. Celková plocha obou spojených jezer je 354 km² a největší hloubka 134 m. Jezero leží v nadmořské výšce 161 m.
Vlastní jezero Siljan má rozlohu 290 km². Jezero Orsasjön má rozlohu 53 km² a je 14 km dlouhé a 6,5 km široké. Dosahuje maximální hloubky 94 m. Průliv Moranoret, který spojuje obě jezera, je dlouhý 4 km.

## Ostrovy
Na jezeře se nachází několik ostrovů, mezi nimiž je největší Sollerön dlouhý 7,5 km a široký 4 km o rozloze 22,25 km².

## Vodní režim
Jezerem protéká řeka Österdalälven. Do jezera Orsasjön přitéká řeka Oreälven.

## Využití

### Doprava
Na rozhraní 19. a 20. století fungovala na jezeře čilá doprava parními čluny. Dnes zde plují výletní čluny, které podnikají vyhlídkové jízdy okolo známých míst. Tradiční veslařská soutěž církevních člunů (tradiční čluny pro nedělní návštěvy kostela) se koná na přelomu června a července.

### Osídlení pobřeží
Na břehu se nacházejí mimo jiné města Leksand, Mora a Rättvik. Na pobřeží je rozvinutá turistika.